# Al Gross
Alan Stuart Gross (Juneau, 13 de abril de 1962) es un cirujano ortopédico y pescador comercial estadounidense, que participó como independiente y fue el candidato por el Partido Demócrata para las elección al Senado de 2020 en Alaska. El 18 de agosto de 2020, derrotó a otros tres candidatos en las primarias y en noviembre de 2020 se enfrentó al republicano titular Dan Sullivan. Más de una semana después de la elección, se afirmó la reelección de Sullivan en lo que se esperaba que fuera una contienda reñida.
En 2022, anunció que se postularía para el escaño de Alaska en la Cámara de Representantes.